# Specjalny obszar ochrony siedlisk

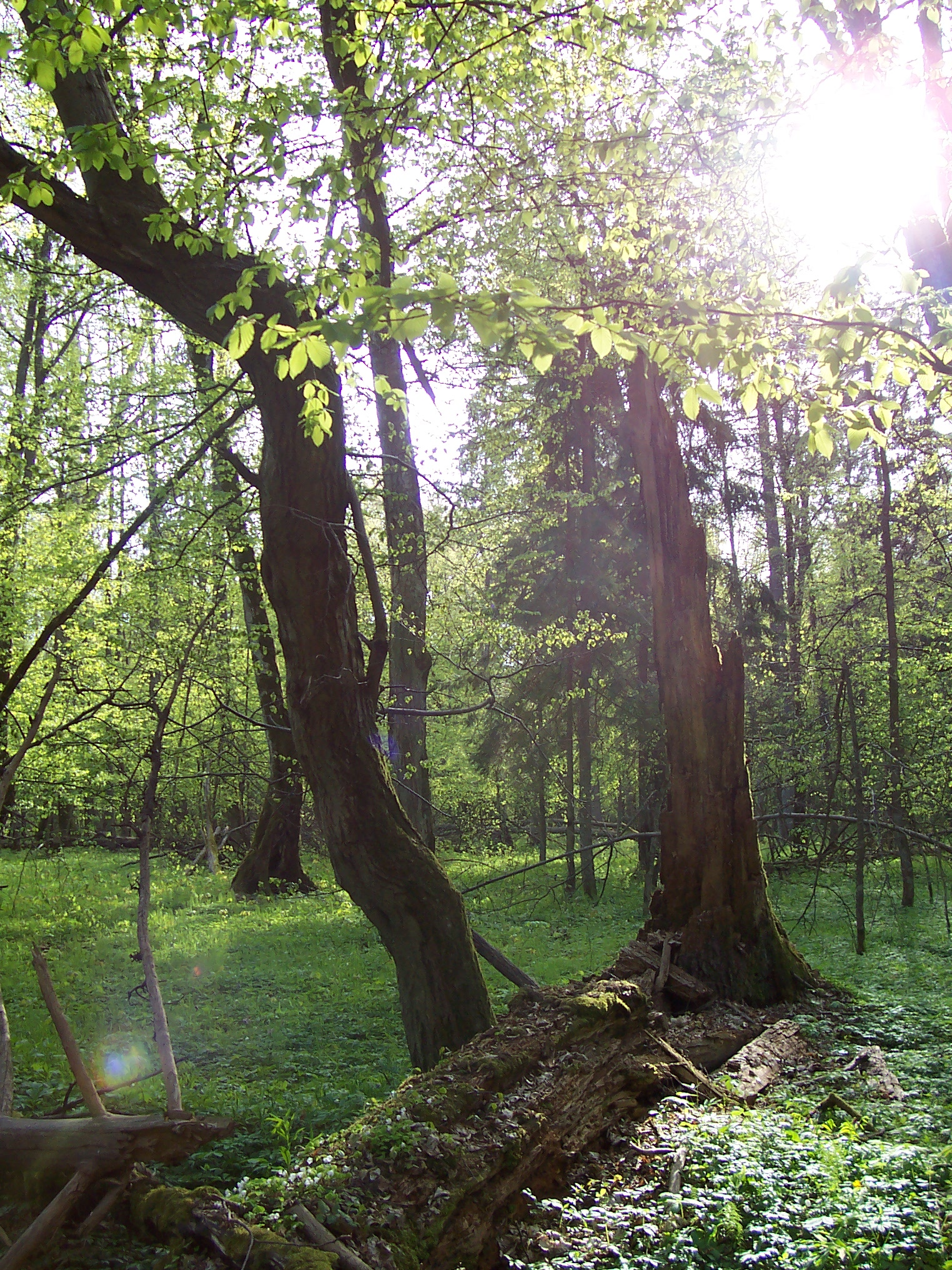
Fragment drzewostanu w Białowieskim Parku Narodowym chroniony w ramach specjalnego obszaru ochrony siedlisk

Specjalny obszar ochrony siedlisk (SOOS lub SOO; ang. SAC – Special Area of Conservation) – status obszaru chronionego w ramach sieci Natura 2000, jaki dany obszar uzyskuje po wyznaczeniu przez państwo członkowskie UE w drodze aktu prawa krajowego, a więc obszar taki jest formalnie wyznaczony w danym kraju.
Obszary Natura 2000, wyznaczane na podstawie dyrektywy siedliskowej, są proponowane przez państwa członkowskie Komisji Europejskiej, a następnie zatwierdzane przez Komisję decyzjami, uzyskując wówczas status obszaru mającego znaczenie dla Wspólnoty. Następnie państwa członkowskie są zobowiązane, w terminie do 6 lat, do wyznaczenia tych obszarów aktem prawa krajowego. W momemcie wyznaczenia uzyskująstatus specjalnych obszarów ochrony siedlisk. 
W Polsce specjalne obszary ochrony siedlisk są wyznaczane rozporządzeniami ministra właściwego do spraw środowiska, wydawanymi na podstawie art. 27a ustawy o ochronie przyrody.
Specjalne obszary ochrony siedlisk, obszary specjalnej ochrony ptaków oraz obszary mające znaczenie dla Wspólnoty tworzą razem sieć Natura 2000.

## Czechy i Słowacja
W Czechach specjalne obszary ochrony siedlisk oraz obszary mające znaczenie dla Wspólnoty noszą wspólną nazwę Evropsky významná lokalita (EVL), na Słowacji Územie európskeho významu (ÚEV), czyli „obszar o znaczeniu europejskim“.